# 플로렌스 그리피스조이너
플로렌스 들로레즈 그리피스조이너(영어: Florence Delorez Griffith-Joyner, 1959년 12월 21일~1998년 9월 21일)은 미국의 육상 선수이다. 별명 플로조(Flo Jo)로 알려진 그녀는 1988년 미국에서 기록한 100m(10.49초) 세계 기록과 1988년 서울 올림픽에서 기록한 200m(21.34초) 세계 기록은 여전히 깨지지 않고 있으며 세계에서 가장 빠른 여성 육상 선수로 여겨지고 있다. 1998년 지병인 뇌전증으로 세상을 떠났다.

## 생애
로스앤젤레스에서 태어나 조던 다운스 공동 주택 단지에서 자라온 그리피스 조이너는 그녀의 기록을 세우는 동작과 화려한 개인적 스타일로 1980년대 후반 국제 육상의 인기적 인물이 되었다. 그녀는 세단 뛰기 선수 앨 조이너의 부인이며, 7종 경기와 멀리 뛰기 선수 재키 조이너 커시의 올케이다.
그리피스는 1983년에 열린 세계 육상 선수권 대회에서 200m 종목 4위를 하였다. 이듬해 열린 로스앤젤레스 올림픽에서 200m에서 은메달을 땄는데, 그보다 그녀의 길고 다채로운 손톱으로 주목을 받기 시작하였다. 1985년 그랑프리 결승전에서 11.00초의 기록을 세워 우승하였다.
몇년 간의 휴식 후, 1987년 세계 육상 선수권에 돌아온 그녀는 다시 200m에서 2위를 하였다. 200m 육상 선수로 알려진 그리피스 조이너가 미국 올림픽 선발 대회에서 100m 준준결승전에서 세계 기록 10.49초를 세우면서 세계를 대경실색케 하였다.
"플로 조"라는 별명으로 세계에 알려지면서 그리피스 조이너는 1988년 서울 올림픽에서 단거리 육상을 우승하는 데 큰 호의를 얻었다. 100m 결승전에서 바람같은 조력 10.54초(뒷바람이 2m/초 이상이므로 공식기록으로 인정받지 못함)로 그녀의 라이벌 에블린 애쉬포드를 0.3초의 차이로 꺾고 우승하였다. 200m 준준결승전에서 세계 기록을 세우고나서 결승전에서 21.34초의 기록으로 0.4초에 의하여 우승을 하였다. 그녀는 또한 400m와 1600m 양부분의 계주에서 뛰기도 하였다. 400m 계주에서는 금메달을 획득하였으나, 1600m 계주에서는 2위에 머물렀다. 이 대회를 끝으로 육상에서 은퇴하였다.

## 사망
1998년 9월 21일 그리피스 조이너는 잠자던 중에 38세의 나이로 사망하였다. 갑작스런 그녀의 사망원인은 그해 10월 22일에 뇌전증성 혈관종으로 밝혀졌다.

## 기타
상당히 멋을 부릴 줄 아는 성격으로 시합을 나갈 때 화장을 하고 유니폼 속에 팬티 스타킹을 신고 출전했다.